# Moringa olejodárná

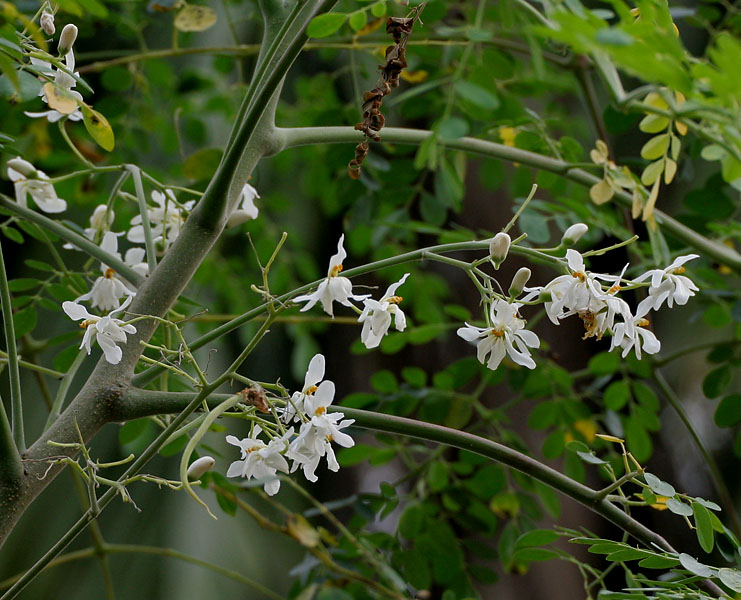
Rozkvetlá moringa olejodárná

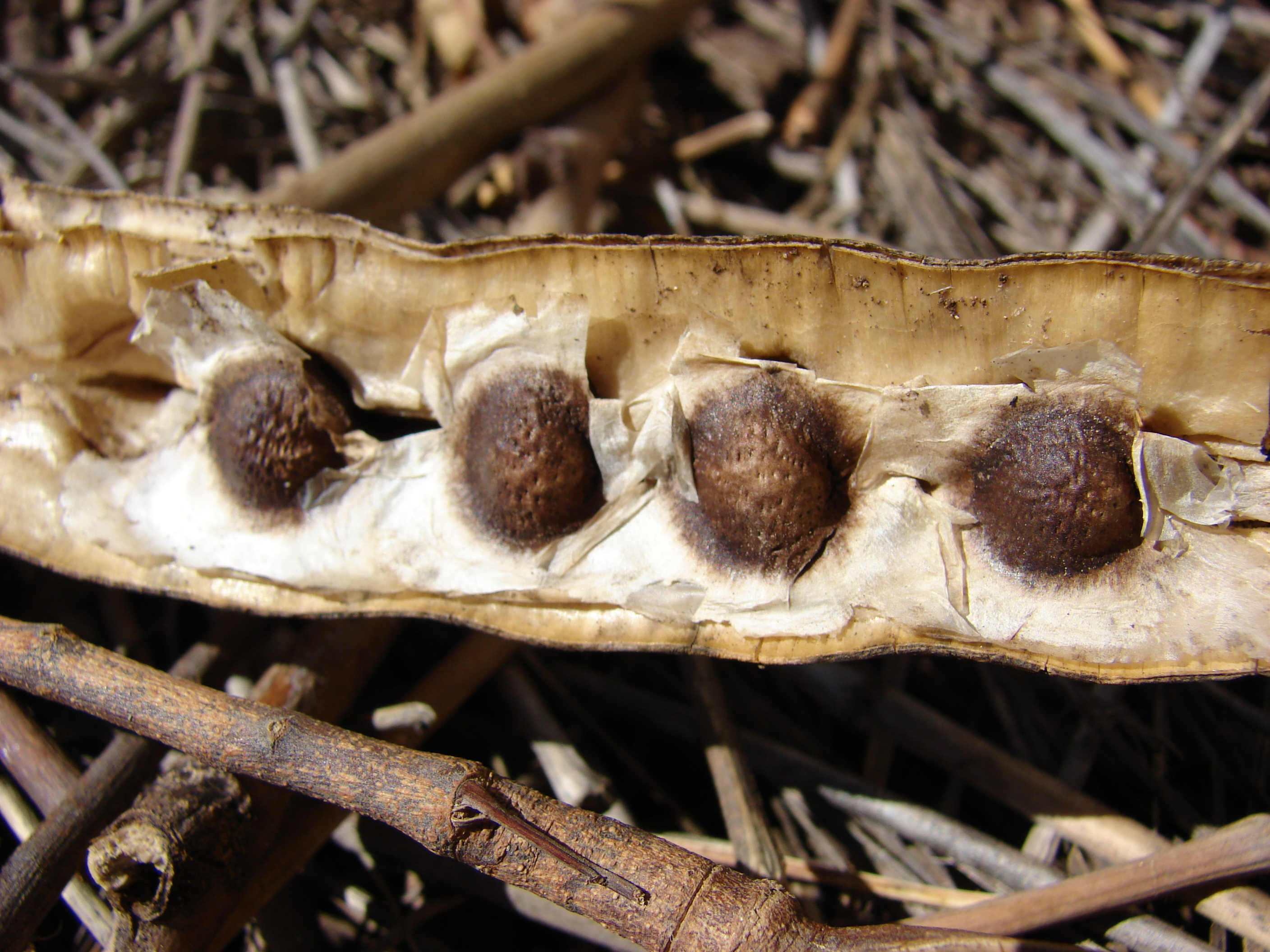
Otevřená tobolka

Moringa olejodárná (Moringa oleifera) je nejznámějším druhem rodu moringa. Je teplomilnou, všestranně užitkovou dřevinou z monotypické čeledi moringovitých.

## Rozšíření
Domovskou oblasti je jižní úpatí pohoří Himálaj. Již dávno se rozšířila na celý indický subkontinent, do Arábie a Afriky včetně Madagaskaru. Nyní se její nejrůznější kultivary pěstují v teplých oblastech téměř po celé zeměkouli.
Roste na územích s tropickým i subtropickým podnebím v suchých, písčitých a jalových půdách v místech s ročním úhrnem srážek jen 250 mm a také ve vlhkých úrodných zeminách se srážkami až 3000 mm (Praha 460 mm). Snese i nadmořskou výšku okolo 2000 m n. m. (Praha 190 m n. m.). Rychlost růstu a plodnost je úměrná kvalitě půdy, vláze a teplotě. Nesnáší trvalé zamokření, vyžaduje plné slunce, nevadí alkalita zeminy do 9 pH.

## Popis
Moringa olejodárná roste v přírodě ve tvaru stromu s kmenem hnědé barvy o tloušťce až 30 cm do výšky maximálně 12 m, má visící větve a řidší neuspořádanou korunou. Pro snazší pěstování ho lze seřezávat i na výšku pouhého 1 m, nové větve dobře obráží. Roste velice rychle, až 3 m za rok, kvete již ve dvou létech. Je v závislosti na místních podmínkách opadavá nebo stálezelená. Na počátcích kořenů má hlízy, které ji pomáhají překonávat suchá období.
Výhony větví jsou dlouhé, listy jsou 2x až 3x zpeřené, u řapíku i řapíčků jsou žlaznaté. Střídavé listy bez palistů bývají dlouhé až 60 cm, jejich primární i sekundární vřetena mají 8 až 12 dílů. Lístečky tvarů eliptického, obvejčitého nebo i podlouhlého mají bázi zaoblenou nebo klínovou a vrcholek oblý nebo vykrojený, bývá jich 6 až 11.
Souměrné oboupohlavné krémově bílé (mladé) nebo nažloutlé (starší) květy s medovou vůni jsou velké asi 2 cm a bývají uspořádány v až 30 cm dlouhých latách. Květ má 5 drobných volných kališních lístků 7 až 14 mm velkých. Jeden korunní plátek je výrazné větší a je napřímený vzhůru a ostatní čtyři menší, veliké 1 až 2 cm, směřují do stran. Tyčinky s nitkami dlouhými asi 8 mm přesahují ven z květu a jsou zkroucené. Pět jich nese oranžově zbarvené prašníky a pět je bez prašníků (patyčinky). Svrchní semeník má krátkou stopku. Hlavní období květu je od února do dubna a pak znovu v září, mezitím stromy vykvétají průběžně, kvetou a současně dozrávají plody.
Plody se vyvíjejí asi 3 měsíce, začínají jako narůžovělá zkroucená trubice která se postupně prodlužuje do průměrné délky 20 cm (maximálně i přes 60 cm) a šířky 2,5 cm, dostává postupně barvu zelenou a ve zralosti hnědou. Jsou to pak podélně hluboce žebrovité mírně trojhranné tobolky tvaru lusku. V nich je až 20 vysoce olejnatých semen, kulatých nebo trojhranných, velikých 1 až 1,5 cm s třemi tenkými křídly až 2,5 cm dlouhými.

## Využití
Moringa olejodárná je často popisována jako „víceúčelová“ užitková rostlina, u které se dá všechno zužitkovat a v mnoha oblastech je důležitou součásti základní stravy. Pěstuje se tak, aby se její plodnost urychlila a sklizeň byla co nejjednodušší, seřezává se blízko nad zemí a tím, jak obrůstají větve, dostává tvar keře.

### Listy
Listy jsou důležitou potravinou hlavně na indickém subkontinentu a v Africe. Získávají se jak z roztroušeně rostoucích, tak i na plantážích pěstovaných stromů a bývají k zakoupení na místních tržištích. Jsou součásti pravidelné stravy, bývají jedené syrové ve formě salátů i vařené v polévkách a omáčkách. V období nadbytku se i suší. V oblastech s dostatkem tepla a vody lze listy získávat z mladých stromků již za 2,5 měsíce po výsadbě, na 1 ha plantáže lze za rok vyprodukovat až 27 t čerstvých listů. Listy jsou zdrojem mnoha minerálů, vitamínů a proteinů, suší se, drtí na prášek a podávají jako výživný doplněk stravy dětem, sportovcům atd. Kultivary se zaměřením na množství listů se šlechtí převážně v Africe.

### Plody
Zelené, ještě nezralé lusky, jsou zase velmi oblíbené zejména na indickém subkontinentu, kde za tím účelem pěstují šlechtěné rostliny, z kterých se mohou nezralé plody sklízet brzy po výsadbě. Připravují se obdobně jako zelené fazolové lusky, vyvážejí se dokonce i konzervované. Semena ze zralých plodů se praží a chutnají jako ořechy.
Zralá semena obsahují velké množství oleje (až 40 %) , který se po vylisování používá jednak pro kulinářské účely a kosmetiku, ale i v jemné mechanice, např. hodinářství. Olej prodávající se pod názvem „Behen“ je nevysychavý. Zbytky po vylisování (pokrutiny) se používají jako krmivo nebo hnojivo.
Prášek z rozdrcených semen nebo pokrutiny dokáže vyčistit kalnou vodu (0,2 g prášku pročistí 1 litr kalné vody). Ve vodě rozpustné proteiny ve funkci koagulantu dokážou vyvločkovat (flokulovat) vodní zákal, který usedne na dno nádoby. V některých oblastech okolo Nilu se takto voda před převařením tradičně upravuje.

### Ostatní
Květy se konzumují vařené stejně jako listy. Kořeny mají palčivou chuť a používají se v omezeném množství jako náhražka křenu (označuje se jako „horseradish tree“ či „sahijana“), obsahují nebezpečný alkaloid spirochin. Z kůry stromu se získává hrubé vlákno pro výrobu rohoží a provazů. Větve jsou oblíbeným krmivem pro domácí zvířata, hlavně velbloudy.
V lidovém léčitelství má moringa olejodárná také široké využití, kořenů se používá při poruchách trávení, proti břišním a střevním parazitům i jako lék tlumící bolest, semena působí protizánětlivě i snižují horečku, listy jsou účinné proti kurdějím i osteomalacii.